# David Mamet
Pour les articles homonymes, voir Mamet.
David Alan Mamet est un dramaturge, acteur, producteur, réalisateur, scénariste et essayiste américain, né le 30 novembre 1947 à Chicago, dans l'Illinois. 

## Biographie
Les parents de David Mamet sont des Juifs originaires de Pologne. Son père est un avocat spécialisé en droit du travail et sa mère, enseignante. David Mamet a étudié au collège Goddard, dans le Vermont. 
Ses textes sont connus pour leurs dialogues crus, parfois vulgaires, mais néanmoins intelligents, ainsi que pour leur exploration de la masculinité. Il a reçu un prix Pulitzer et a été nommé aux Tony Awards pour Glengarry Glen Ross (pièce créée en 1983), et aux Oscars comme scénariste des films Le Verdict (1982) et Des hommes d'influence (Wag the Dog, 1997).
Il écrit aussi sur le judaïsme et la culture juive, ses livres les plus récents dans ce domaine étant The Old Religion (1997), un roman sur le lynchage de Leo Frank, accusé d'avoir violé et tué une jeune fille dans son usine (pour David Mamet, une version moderne de l'accusation de crime rituel contre les Juifs), Five Cities of Refuge: Weekly Reflections on Genesis, Exodus, Leviticus, Numbers and Deuteronomy (2004), une série de sermons sur la section hebdomadaire de la Torah, écrit en collaboration avec le rabbin réformé Lawrence Kushner (en), et The Wicked Son (en) (2006), une étude sur la « haine de soi » juive et l'antisémitisme. 
En France, son théâtre est adapté par le dramaturge Pierre Laville, dont il est l'adaptateur aux États-Unis.
Il est brièvement apparu dans un épisode des Simpson. Il apparaît également dans le onzième épisode des Griffin.

## Prises de position politiques
David Mamet se décrit comme conservateur. Il a soutenu Mitt Romney lors de l'élection présidentielle américaine de 2012,. C'est un soutien de Donald Trump qu'il a qualifié de « grand président ». Il a soutenu les tentatives de renversement des résultats de l'élection présidentielle américaine de 2020.
En 2022, il a soutenu la loi sur les droits parentaux en matière d'éducation en Floride aussi surnommée « Don't Say Gay » estimant qu'elle était nécessaire parce que les professeurs « abusent [les enfants] psychiquement et utilisent le sexe pour se faire » et que « les professeurs sont enclins, principalement les hommes parce que ce sont des prédateurs, à la pédophilie »,.

## Filmographie

### Réalisateur
- 1987 : Engrenages (House of Games)
- 1988 : Parrain d'un jour (Things Change)
- 1991 : Homicide
- 1994 : Oleanna
- 1996 : Ricky Jay and His 52 Assistants (téléfilm)
- 1997 : La Prisonnière espagnole (The Spanish Prisoner)
- 1999 : L'Honneur des Winslow (The Winslow Boy)
- 2000 : Catastrophe (court métrage)
- 2000 : Séquences et Conséquences (State and Main)
- 2001 : Braquages (Heist)
- 2004 : Spartan
- 2008 : Redbelt
- 2013 : Phil Spector (téléfilm)
- 2025 : Henry Johnson

### Scénariste
- 1981 : Le facteur sonne toujours deux fois (The Postman Always Rings Twice) de Bob Rafelson
- 1982 : Le Verdict (The Verdict) de Sidney Lumet
- 1987 : Les Incorruptibles (The Untouchables) de Brian De Palma
- 1987 : Engrenages (House of Games)
- 1988 : Parrain d'un jour (Things Change)
- 1989 : Nous ne sommes pas des anges (We're No Angels) de Neil Jordan
- 1991 : Uncle Vanya (téléfilm)
- 1991 : Homicide
- 1992 : Le Moteur à eau (The Water Engine) (téléfilm) de Steven Schachter
- 1992 : Hoffa de Danny DeVito
- 1994 : Vanya, 42e Rue (Vanya on 42nd Street) de Louis Malle
- 1994 : Texan (téléfilm)
- 1997 : À couteaux tirés (The Edge) de Lee Tamahori
- 1997 : La Prisonnière espagnole (The Spanish Prisoner)
- 1997 : Des hommes d'influence (Wag the Dog) de Barry Levinson
- 1998 : Ronin de John Frankenheimer
- 1999 : Le Manipulateur (téléfilm) de John McNaughton
- 1999 : L'Honneur des Winslow (The Winslow Boy)
- 2000 : Séquences et Conséquences (State and Main)
- 2001 : Hannibal de Ridley Scott
- 2001 : Braquages (Heist)
- 2004 : Spartan
- 2005 : Edmond de Stuart Gordon
- 2008 : Redbelt
- 2013 : Phil Spector (téléfilm)
- 2025 : Henry Johnson de lui-même

### Producteur
- 1988 : Lip Service (téléfilm)
- 1992 : Hoffa
- 1993 : A Life in the Theater (téléfilm)
- 1999 : Le Manipulateur (téléfilm)
- 2006 : The Unit (téléfilm)

### Acteur
- 1987 : La Veuve noire (Black Widow) : Herb, Poker Player
- 1992 : Le Moteur à eau (The Water Engine) (TV) : Brown Haired Man

## Dramaturge
- 1972 : Variations sur le canard (The Duck Variations)
- 1974 : Tribulations sexuelles à Chicago[9] (Sexual Perversity in Chicago)
- 1975 : American Buffalo
- 1982 : Edmond (en)
- 1983 : Glengarry Glen Ross
- 1989 : Une vie de théâtre (A Life in the Theatre)
- 1989 : Le Châle
- 1993 : Partenaires
- 1992 : Oleanna
- 2005 : Romance
- 2009 : Race
- 2012 : The Anarchist
- 2015 : China Doll
- 2018 : Bitter Harvest
- 2019 : Bitter Wheat
- 2023 : Henry Johnson

## Publications
- The Wicked Son. Anti-Semitism, Self-Hatred, and the Jews, Nextbook/Schocken, 2006. (Compte rendu : David Margolick, Maybe I Am Chopped Liver, The New York Times, 5 novembre 2006)
- Vrai et faux : Blasphème et bon sens à l’usage de l’acteur, traduction Élisabeth Angel-Perez et Marie Pecorari, L’Arche éditeur, Paris, 2010, 144 p.  (ISBN 978-2-85181-717-4)
- Où placer la caméra ? Petites leçons de cinéma, traduction Marie Pecorari, L'Arche, 2011, 96 p.  (ISBN 2851817523)
- Le Chasseur et le Gibier, traduction Marie Pecorari, L'Arche, 2012, 128 p.  (ISBN 978-2-85181-764-8)